# Malloderma
Malloderma – rodzaj chrząszczy z rodziny kózkowatych i podrodziny zgrzypikowych.

## Zasięg występowania
Przedstawiciele tego rodzaju występują w Azji Południowo-Wschodniej, południowych Chinach oraz w Bhutanie.

## Systematyka
Do Malloderma należą 3 gatunki:
- Malloderma kuegleri
- Malloderma pascoei
- Malloderma pulchrum